# Narcís Monturiol
Narcís Monturiol i Estarriol (Figueres, 28 de setembro de 1819 – Sant Martí de Provençals,  6 de setembro de 1885) foi um engenheiro, intelectual, impressor, pintor, político e inventor catalão, célebre por ter inventado o primeiro submarino com propulsão autónoma utilizando um motor químico anaeróbico.

## História
Narcís Monturiol veio de uma família de artesões sendo seu pai tanoeiro, o ofício paterno criou oportunidade para que Narcís Monturiol aprendesse os procedimentos relacionados a impermeabilidade. Em sua vida acadêmica passou pela Escola de Medicina em Cervera, curso que não concluiu. Frequentou a Escola de Direito de Barcelona aonde recebeu graduação em 1845, não exerceu a profissão de advogado.
Trabalhou com escritor em uma editora que publicava jornais e panfletos que defendiam ideais radicais relacionados ao comportamento feminino, pacifismo e comunismo. Foi o redator do periódico El Republicano , fundando também o jornal La Madre de Familia primeiro periódico comunista em língua espanhola.
Após o movimentos conhecido como Revoluções de 1848 que aconteceu na Europa central e oriental que era contra os regimes governamentais autocráticos, foi obrigado a seguir para o exílio na França. Retornou a Barcelona em 1849 ficando proibido de voltar a atividade de editor. A partir deste fato voltou suas atenções para as áreas da ciência e da engenharia.
Em 1858 Monturiol apresentado um projeto científico intitulado El Ictíneo ou o peixe-navio. No ano seguinte aconteceu o primeiro mergulho de seu submarino no porto de Barcelona. Publicando em seguida, entre outros trabalhos o Ensayo sobre el arte de navegar por debajo del agua que explicava o funcionamento do El Ictíneo.
Seu último trabalho foi a publicação em 1882 do jornal diário El Anunciador Financiero.

## Trabalhos publicados
- El Ictíneo o barco-pez
- Ensayo sobre el arte de navegar por debajo del agua
- Memoria sobre la navegación submarina
- Un reo de muerte. Las ejecuciones y los espectadores: consejos de un padre a sus hijos
- Estudios de Historia Natural
- Del magnetismo terrestre
- Estudio de las corrientes marinas
- Descubrimiento del Polo
- La gravitación universal

## Bibliografia

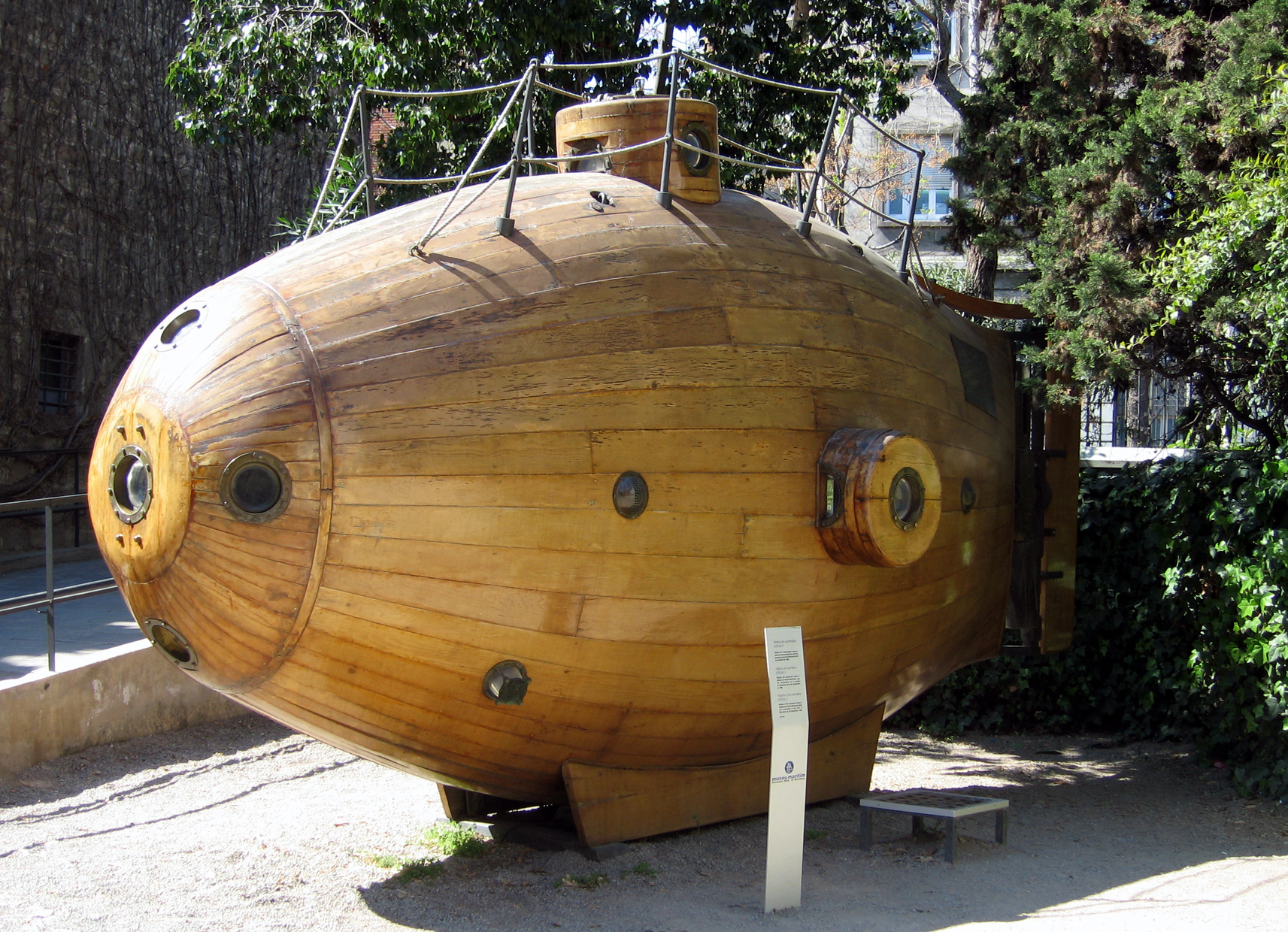
El Ictíneo I' replica no Museu Marítim em Barcelona.
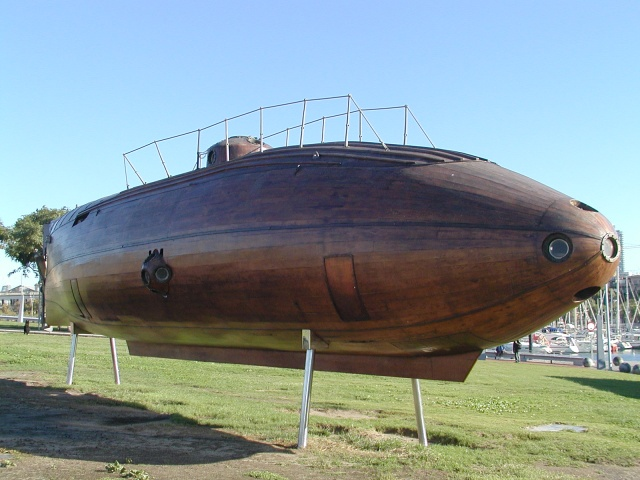
El Ictíneo II' replica no Puerto Viejo em Barcelona.